# Charles Auguste La Chambre
Pour les articles homonymes, voir La Chambre.
Charles Auguste La Chambre est un homme politique français, né le 7 novembre 1861 à Paris et décédé le 6 avril 1937 également à Paris.

## Biographie
Fils du député Charles Émile La Chambre et de Clémence Mouquet, Carl La Chambre suit ses études classiques au lycée Fontanes, puis à Faculté de droit de Paris.
Licencié en droit, il s'inscrivit comme avocat au barreau de Paris, mais ne plaide pas beaucoup, s'occupant essentiellement de questions financières, ainsi que d'œuvres de charité, d'assistance, d'éducation et de mutualités sociale. Il est notamment président de l'Amicale-habitation de Saint-Malo (association d'habitation à bon marché). Également propriétaire agricole en Bretagne, il est président du Syndicat agricole de Saint-Malo-Paramé et membre de la Société d’agriculture de France. Chevalier de la Légion d'honneur, Il est l'homme de confiance du duc d'Orléans.
Candidat aux élections législatives du printemps 1902, défendant notamment les libertés d'enseignement, d'association, de conscience et du travail, la protection des intérêts maritimes et agricoles ou bien la création d'institutions de prévoyance pour les ouvriers, il bat Charles Jouanjan, maire radical de Saint-Malo. Député d'Ille-et-Vilaine de 1902 à 1906, il s'inscrit au groupe de l'Action libérale.
Battu aux élections de 1906 par Charles Guernier, il se retire de la vie publique.
Durant la guerre, il sert comme officier de cavalerie, attaché au camp retranché de Paris.
Il épouse le 23 septembre 1896 Marie de Chabaud-Latour, fille du baron Arthur de Chabaud-Latour, dont Guy La Chambre, député et ministre.
Il meurt à Paris, le 6 avril 1937, à l'âge de 76 ans.
Carl La Chambre est propriétaire du château des Quimerais par Saint-Servan et habite à Paris au 8 place Vendôme.

## Sources
- « Charles Auguste La Chambre », dans le Dictionnaire des parlementaires français (1889-1940), sous la direction de Jean Jolly, PUF, 1960 [détail de l’édition]